# Phil Henson
Phil Henson (sinh ngày 30 tháng 3 năm 1953) là một cầu thủ bóng đá người Anh, từng thi đấu ở vị trí tiền vệ tại Football League cho Manchester City, Swansea City, Sheffield Wednesday, Stockport County và Rotherham United.
Sau đó ông dẫn dắt Rotherham từ năm 1991 đến năm 1994.